# Fidelia hessei
Fidelia hessei är en biart som beskrevs av whitehead, Constance Margaret Eardley och > 2003. Fidelia hessei ingår i släktet Fidelia och familjen buksamlarbin. Inga underarter finns listade i Catalogue of Life.